# Nemoraea fasciata
Nemoraea fasciata är en tvåvingeart som först beskrevs av Chao och Shi 1985.  Nemoraea fasciata ingår i släktet Nemoraea och familjen parasitflugor. Inga underarter finns listade i Catalogue of Life.